# Universität Lima

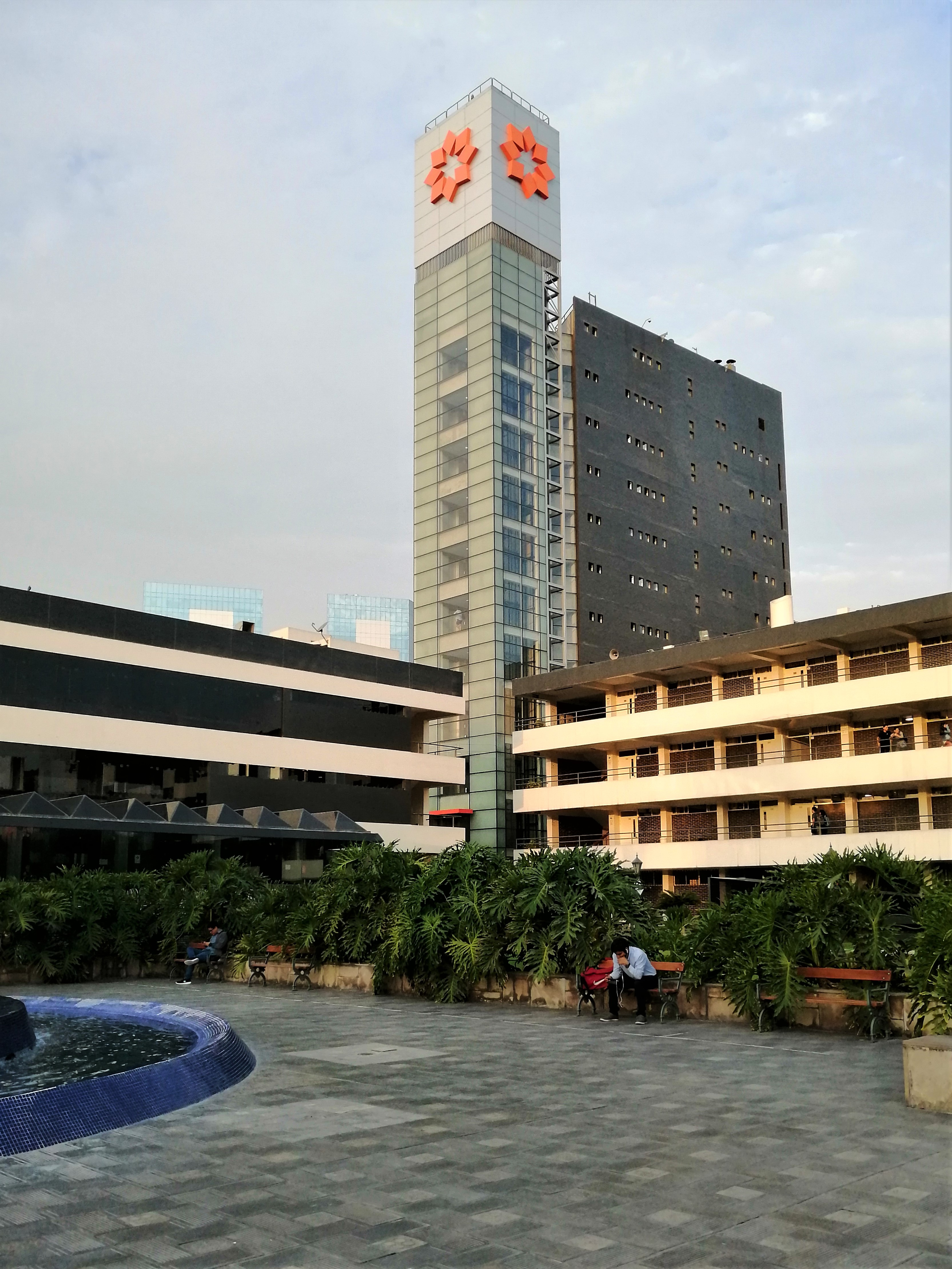
Der Campus von außen (2019)

Die Universität Lima (spanisch: Universidad de Lima) ist eine private, gemeinnützige Universität in Lima (Peru).
Sie wurde 1962 gegründet. Die Entscheidung zur Gründung der Universität Lima wurde Anfang der 1960er Jahre von einer Gruppe von Universitätsprofessoren sowie Vertretern aus Handel und Industrie getroffen, die sich in der Zivilvereinigung PRODIES (Förderung der industriellen Entwicklung durch Hochschulbildung) versammelt hatten. Nach zweijähriger Anstrengung gelang es ihnen, damit zu beginnen. Der offizielle Betrieb wurde am 25. April 1962 aufgenommen. Zu Beginn gab es nur 120 Studenten auf einem kleinen Campus im Bezirk Jesús María. Aufgrund des schnellen Wachstums der Universität wurde der Campus im Monterrico-Gebiet von Surco eingeweiht, um den Platzbedarf der Universität zu decken.
Heute hat die Universität von Lima über 20.000 Studenten, 13 Hauptfächer, eine Postgraduiertenschule, ein allgemeines Studienprogramm und ein wissenschaftliches Forschungsinstitut, internationale Beziehungen sowie viele Dienstleistungen für Studenten, Lehrkräfte und die Gemeinschaft insgesamt.
Seit 2014 ist Óscar Quezada Macchiavello Rektor der Universität.

## Fakultäten und Studiengänge
Innerhalb der Universität gibt es folgende Fakultäten:
- Humanwissenschaftliche Fakultät
- Fakultät für Ingenieure
- Kaufmännische Fakultät

Folgende 11 Studiengänge sind vorhanden:
- Kommunikation
- Jura
- Psychologie
- Wirtschaftsingenieurwesen
- Systemtechnik
- Architektur
- Verwaltung
- Wirtschaft
- Buchhaltung und Finanzen
- Marketing[2]

## Absolventen
- Mario Bellatin (* 1960), mexikanischer Schriftsteller
- Liz Benavides (* 1969), Anwältin und Generalstaatsanwältin Perus
- Carlos Bruce de Oca (* 1957), Politiker
- Enrique Javier Cornejo Ramirez (* 1956), Politiker
- Mávila Huertas (* 1970), Journalistin, Autorin, Schauspielerin sowie Radio- und Fernsehmoderatorin
- Alex Kouri (* 1964), Anwalt und Politiker
- Daniel Mora (* 1945), Militäroffizier und Politiker
- Ricardo Morán Vargas (geb. 1974), Kommunikator, Produzent und Regisseur
- Beto Ortiz (* 1968), Journalist und Schriftsteller
- Alessandra de Osma (* 1988), Ehefrau von Christian von Hannover
- Milena Warton (* 2000), Sängerin und Songwriterin
- Ricardo Belmont Cassinelli (* 1945), Politiker
- Gustavo Adrianzén (* 1966), Politiker sowie Premierminister Perus
- Nadine Heredia (* 1976), Politikerin sowie ehemalige First Lady Perus[2]